# Armando Arce
Armando Arce fue un destacado y polifacético personaje boliviano del siglo XX, que se destacó en ámbitos como el periodismo, la política, el deporte y la dirigencia deportiva.

## Biografía
Nació en la ciudad de Cochabamba a principios del siglo XX. Era miembro de una de las familias más acomodadas de la ciudad, pero su situación decayó por lo que muy joven tuvo que dedicarse a trabajar, para lo cual trasladó su residencia a la ciudad de La Paz. Sus capacidades intelectuales y su vocación lo llevaron a desempeñar labores en periódicos locales, incorporándose a la redacción del prestigioso periódico paceño "El Diario", en 1917, donde se formó en la carrera periodística durante más de 10 años.

### Carrera periodística
Entre 1917 y 1933 forma parte de la redacción del "El Diario" donde destacaron sus columnas sobre fútbol y como encargado de la sección de deportes, considerándoselo por tanto uno de los iniciadores del periodismo deportivo en Bolivia. 
En 1928 crea un tabloide semanario especializado llamado "Marathon" que abarcaba información de diversas disciplinas deportivas.
En 1933 fundó un periódico propio llamado "Universal" de temática cultural que además abarcaba información de todo el mundo y de política boliviana, que tuvo su desarrollo durante la Guerra del Chaco de 1932 a 1935. 
En la posguerra, junto con otros destacados periodistas locales, funda un nuevo periódico denominado "La Calle", el 23 de junio de 1936, considerado continuador del anterior, y de fuerte influencia obrera, indígena, nacionalista y socialista, que confrontaba principalmente con las corrientes fascistas en boga en el mundo de antes de la Segunda Guerra Mundial. Fue uno de los diarios más influyentes del nacionalismo revolucionario de posguerra que luchó contra la tradicional oligarquía minera y agraria en favor de los que impulsaban cambios desarrollistas y nacionalizadores de la economía boliviana. Es así, que este diario después de apoyar abiertamente al Socialismo militar en 1936, fue el principal medio por el cual el Movimiento Nacionalista Revolucionario hizo conocer su programa de gobierno recibiendo gran apoyo de este medio de comunicación. 
"La Calle" cerraría en 1946.

### Carrera política
Fue después de la finalización de la Guerra del Chaco que Arce tiene su participación política más importante. Conformó junto con Augusto Céspedes el Comité Revolucionario que apoyó el ascenso del Socialismo militar de David Toro y Germán Busch Becerra que ocuparon la presidencia de Bolivia entre 1936 y 1939.
El periódico "La Calle" que él dirigía, reunió a una gran cantidad de intelectuales y políticos bolivianos cuyas tendencias nacionalistas y socialistas fueron la base programática para la fundación del Movimiento Nacionalista Revolucionario en 1941.

### Carrera deportiva
La afición por el deporte de Armando Arce no se circunscribió solamente al ámbito periodístico y opinión, sino que también incursionó en este como tenista en el Club The Strongest, rama donde jugó desde los años 20. Hizo dupla con el exfutbolista de The Strongest y Law Players FBC, Víctor Calderón, con el que consiguió varios éxitos deportivos.

### Carrera como dirigente deportivo
En esta faceta, estuvo muy ligado al Club The Strongest, donde desde muy joven estuvo vinculado en las diferentes mesas directivas del Club durante varios años. 
Es así que en 1922 cumple las funciones de Secretario General del Club y es a sugerencia suya que The Strongest quita las siglas F.B.C. (Foot Ball Club) del nombre de la institución al considerar que ya no era solo un club de fútbol al haber incorporado ya para entonces varias ramas deportivas distintas.
En 1923 copreside el Club junto con Humberto Montes y en 1924 asume la presidencia en solitario. En este periodo el Club logra superar una grave crisis que enfrentó al Club con la Asociación de Fútbol de La Paz y que estuvo a punto de arrebatarle a The Strongest el título de 1923. Superado ese trance el Club logra ganar el título de 1924, que serían dos campeonatos del histórico tetracampeonato atigrado de 1922-1925. Además intentó organizar una 'gira' por Argentina que por problemas de financiación no logró llevarse a cabo en un tiempo donde aun ningún equipo boliviano había jugado un partido internacional. Sin embargo, en diciembre de aquel mismo año, organizaría el viaje del Club The Strongest al Perú como representante boliviano en las fiestas por el Centenario de la Batalla de Ayacucho donde finalmente The Strongest fue el primer equipo boliviano en jugar un partido internacional al enfrentar a la Selección de Arequipa.
En 1925 conforma nuevamente parte de la Mesa Directiva del Club The Strongest en calidad de fiscal general y en 1927 como tesorero.
Posteriormente siguió vinculado al club como vocal entre 1928 y 1935 siendo uno de los dirigentes más activos del Club durante la Guerra del Chaco.

### Fallecimiento
Don Armando Arce falleció en la ciudad de Buenos Aires (Argentina) en 1976.